# Borvendég Deszkáss Sándor
Borvendég Deszkáss Sándor, indián nevén Fehér Szarvas (Kecel, 1913. augusztus 16. – Budapest, 1988. május 22.) magyar író, újságíró. A magyar indián mozgalom megkerülhetetlen alakja.

## Élete
1913-ban született Kecelen értelmiségi családban. Édesapja iskolaigazgató volt. 1929-ben Pestújhelyre költözött a család. Diákkorában alig egy évig cserkész volt a pestújhelyi Árpád csapatban.
Az indiánok iránt már gyerekkorától kezdve komolyan érdeklődött. Hatodikos gimnazista korában osztálytársaival indiántörzset alakítottak. Elkezdtek autentikus ruházatot és felszerelést készíteni maguknak. Megalakították a Tizenkettők Szövetségét, más néven a Magyar Indiánok Egyesületét, és széles körű nemzetközi levelezésbe fogtak az indiánok segítése, megmentése érdekében. Ennek kapcsán kerültek kapcsolatba az Amerikai Indián Szövetséggel (Indian Association of America), amely az egész Észak-Amerikára kiterjedő nagy szervezet volt.
1931-ben a Madách Imre Gimnáziumban érettségizett. Ebben az évben költözött át a család Sashalomra. Innentől kezdve haláláig itt élt.

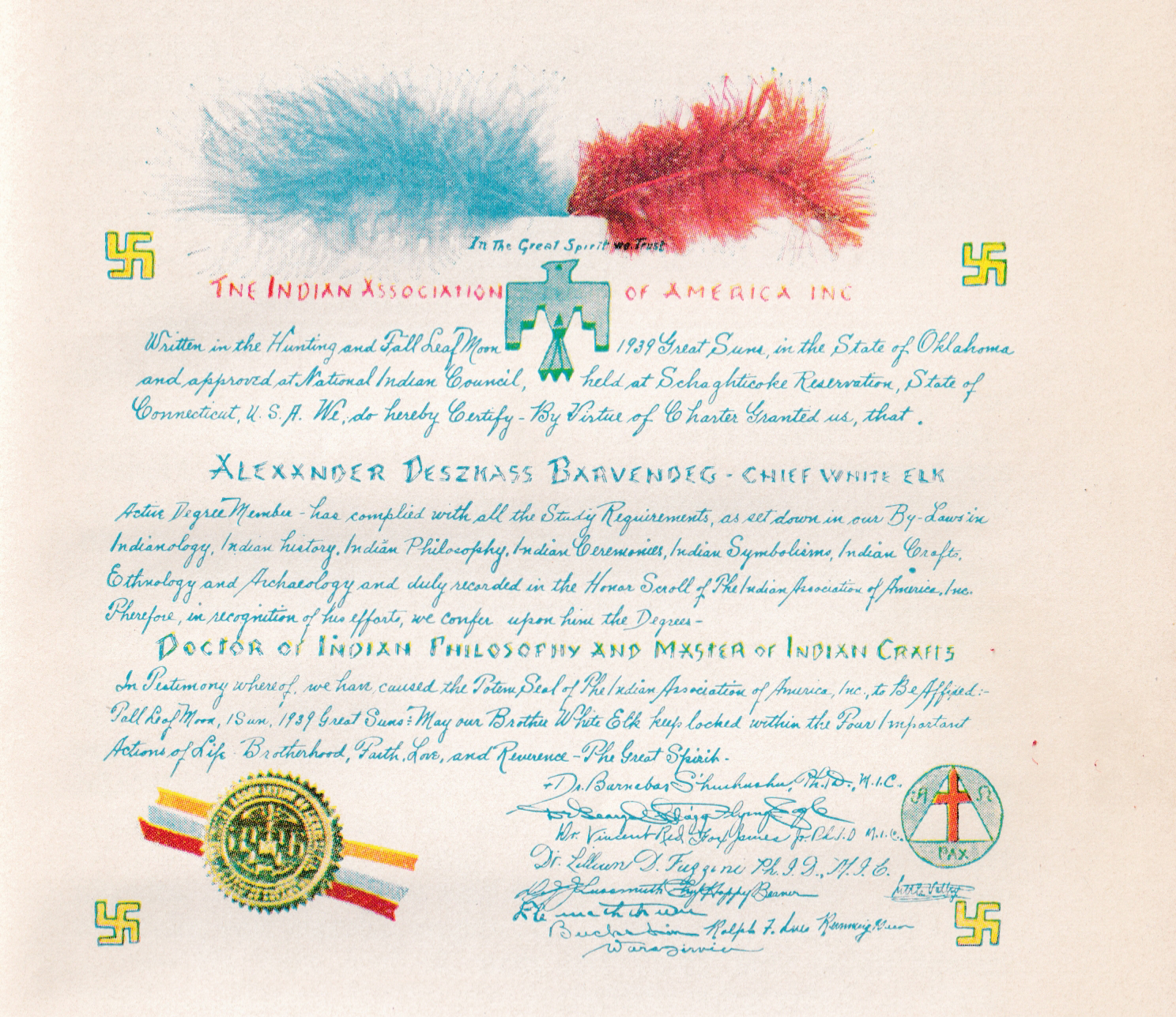
Indián filozófia doktora és indián ügyességek mestere diploma

Néhány szemeszteren át orvosi és jogi tanulmányokat folytatott, de egyiket se fejezte be. A harmincas években bankhivatalnokként, majd végül újságíró lett. Főleg természetvédelmi és néprajzi tárgyú ismeretterjesztő cikkeket írt.
1936-ban táborozott együtt először Baktay Ervin (1890-1963) vezette dunakanyari indiánokkal, akik 1937-ben vették fel a tagok közé. Levelezni kezdett Vörös Rókával (Barnabas Sa’ Hiuhushu), a szervezet elnökével. A szervezet előszeretettel adományozott kitüntető címeket a világ távoli pontjain tevékenykedő „indiánoknak”. Így kapta meg a Fehér Szarvas (White Elk) indián nevet, egy eredeti vöröskő pipafejet, a New Englandi Schaghticoke Nemzet tiszteletbeli törzsfőnöke címet, valamint az „indián ﬁlozóﬁa doktora” és az „indián ügyességek mestere” diplomákat.
A Baktay Ervin által szerkesztett A Földgömb c. újságba is írt indián témájú cikkeket.
Hiába tett meg mindent, hogy kijusson az Egyesült Államokba, a háború kitörése és a határok lezárása miatt ez meghiúsult.
Egészen 1938-ig volt a törzs tagja, de ezután megszakadt a kapcsolat Heverő Bölény és Fehér Szarvas között. 1939-ben behívták katonának, karpaszományos őrmesterként szolgált, és minden erejével az írói alkotómunkára összpontosított. Hivatásos író szeretett volna lenni.

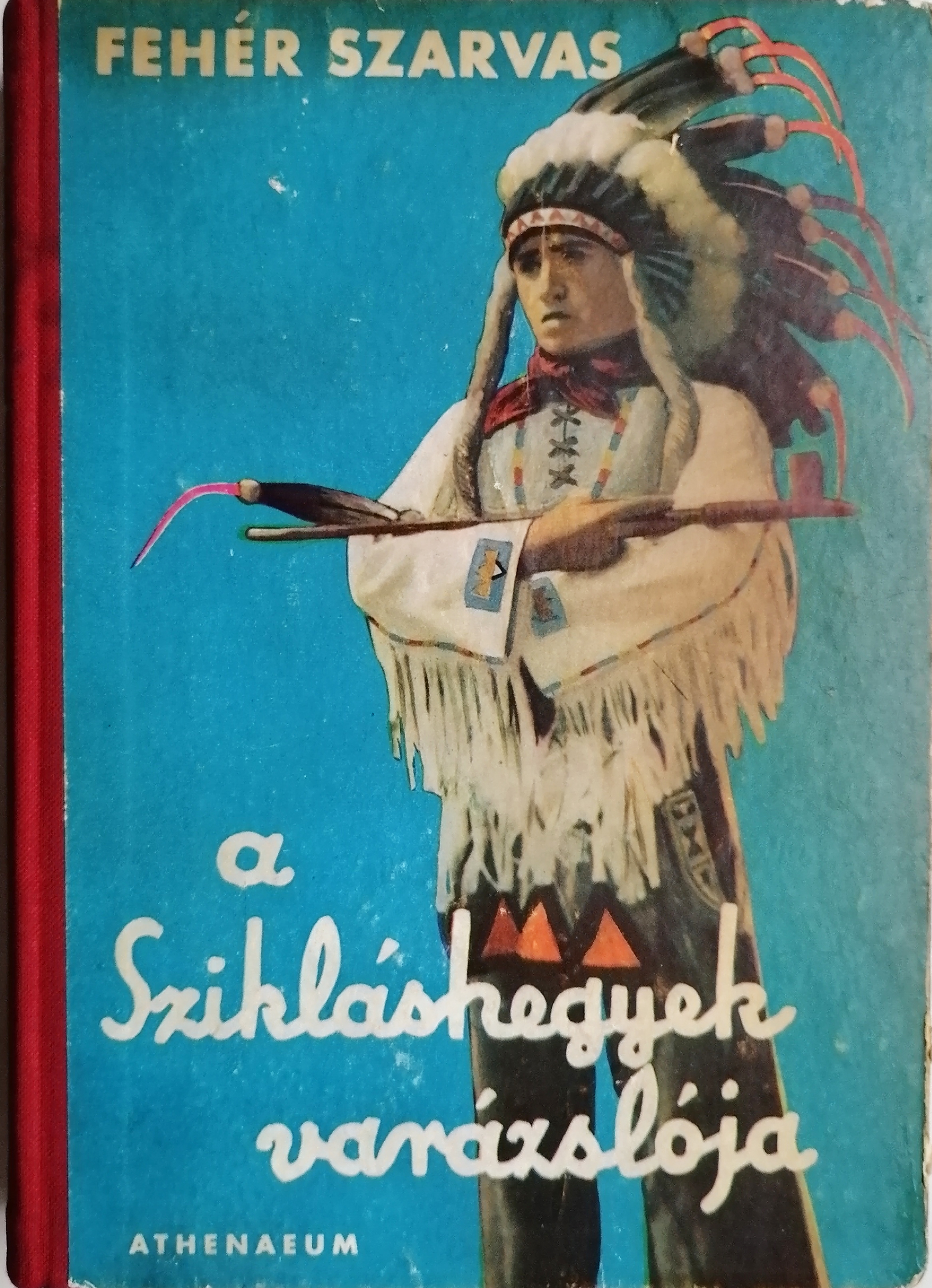
A Szikláshegyek varázslója könyv borítója, 1940

1940-ben megírta A Szikláshegyek varázslója című első regényét. Kiadója az Athenaeum marketingfogásból döntött úgy, hogy lehúzza a borítójáról a műfajt jelölő ‘regény’ szót, ráadásul a könyv végén beleírták a polgári nevét, hogy aki kapcsolatba akar lépni a szerzővel, annak megadják a címét. Így fordulhatott elő, hogy az olvasók valóságnak hitték a fikciót.
A kiadó trükkje viszont annyira jól sikerült, hogy nemcsak olvasók sokasága gondolta, hogy a története igaz, hanem később a hatóság is gyanúsnak találta a szerzőt feltételezett amerikai kémkapcsolatai miatt. A könyv sikere azonban hatalmas volt, és a kiadó 7-8 kötetből álló sorozatra kötött megállapodást a szerzővel.
1943-ban ismét behívták katonának. A háború utolsó évei alatt írta meg Hét fekete hold c. regényét mely 1944-ben jelent meg. A katonai események Borvendéget – sokadmagával – Ausztriába sodorták. Amerikai fogságból tért haza. Hadnagyi rangját meghagyva 1946-ban igazolták.
1946-ben tagja lett az Magyar Írószövetségnek. Fiatal olvasói levélben kértek tőle tanácsot, mások meghívták cserkészcsapatuk indiánjai közé, és tiszteletbeli (parancsnokukká) főnökükké választották. Ebben az évben jelent meg a Rézbőrű Messiás című könyve. Az ebben az évben megírt hatodik könyve, A vadlovak asszonya a politikai átalakulások miatt már nem jelenhetett meg, a későbbi házkutatások során a kéziratnak is nyoma veszett. Ugyanígy kéziratban maradt a Láttam táncom Ágnes előtt és A Fekete Hegyek lesújtanak című munkája.
1949-ben „burzsoá-nacionalista nézetei” miatt kizárták az Írószövetségből, elveszítette állását, fizikai munkakörben helyezkedett el egy ipari szövetkezetnél. 1949-ben is letartóztatták demokráciaellenes tevékenységért. Írói tevékenységét nem folytathatta, és az ÁVO az összes relikviáját és két kéziratát elkobozta.
Életműve azonban továbbra is hatott az ifjúságra, mert amikor betiltották a cserkészszövetséget, az egyházi kisközösségek indián táborként vitték tovább a mozgalmat.
Az ötvenes évek első felében különféle helyeken, más-más munkakörben dolgozott (a Ganz–MÁVAG-ban, a Magasépítő és Szerelőipari KTSZ-nél és az Országos Erdészeti Főigazgatóságon).
1953-ban felvette a kapcsolatot az úttörőszövetség lapja, a Pajtás szerkesztőségével. Kisebb írásai megjelentek a lapban, és a Pajtás olvasóinak rendezett közönségtalálkozókon is részt vett.
1955-ben a világ népeiről szóló ismeretterjesztő sorozatát sugározta a Magyar Rádió. 1956-ban újra kereste a kapcsolatot a forradalom alatt rövid időre újjáalakult cserkészszövetséggel. Decemberben részt vesz az Írószövetség tagjainak szervezett pénzgyűjtési akcióban és a nőtüntetés szervezésében, ellenforradalmi tevékenysége miatt 1957 elején fegyelmivel elbocsátották a szövetkezetből.
1957-ben az akkor induló Tábortűz című úttörőújság szerzőgárdájába kapott meghívást, és 1960-ig a Foltos Szarvas nevű rajzolt ﬁgura megszemélyesítőjeként meghirdette és szervezte a Nagy Erdei Testvériség indiánmozgalmat.
1960-tól ismét újságíró-riporter.
1963 januárjában az „indiánozó” Borvendég Deszkáss Sándort és négy társát államrend megdöntésére irányuló összeesküvés előkészülete vádjában bűnösnek találták. A vádlottak hat hónapot töltöttek vizsgálati fogságban, majd az 1963-as általános amnesztiával szabadultak.
Szabadulása után az Erdészeti Közlönyt szerkesztette. Felesége 1969-ben meghalt. Borvendégnek végül 1974-ben nyílt lehetősége, hogy körutazást tegyen szeretett indiánjai földjén.
Élete utolsó éveiben írásain dolgozott, reménykedve a kéziratban lévő kötetek megjelenésében.
1988. május 22-én helyezték örök nyugalomra a Rákoskeresztúri temetőben.

## Művei
- A Szikláshegyek varázslója, Athenaeum, Budapest, 1940
- Békepipa. Kézikönyv a nyári indiántábori élethez, Athenaeum, Budapest, 1941
- Hét fekete hold, Athenaeum, Budapest, 1942
- A hajnalcsillag főnök, Griff, Budapest, 1943
- Rézbőrű messiás, Nap Kiadó, Budapest, 1946

## Művei hatása
Kötetei, cikkei kimutathatóan nagy hatást gyakoroltak a serdülő fiatalokra. Budapesten, Pápán, Kistarcsán, Nyíregyházán, Sopronban, Pécsett, Szegeden és Pesterzsébeten – és számos más településen is – egyének lettek „indiánok”, „törzsek” alakultak, „Indiánokat Segítő Egyesület”, „Indián Védő Egyesület” kezdte meg működését.